# Стівен Спендер
Стівен Гарольд Спендер (англ. Stephen Spender; 28 лютого 1909, Кенсінгтон, Лондон, Велика Британія — 16 липня 1995, Вестмінстер) — прозаїк і есеіст.

## Життєпис
Народився у сім'ї журналіста Гарольда Спендера. Навчався в Університетському коледжі і в Оксфордському університеті, але не отримав диплому і залишив освіту в 1929, переїхавши в Гамбург, потім жив у Берліні і Відні, повернувшись на батьківщину в 1933 році. В 1929 почав роботу над своїм першим романом, «Храм» (англ. The Temple), який залишався неопублікованим до 1988 року; Герой роману, не позбавлений автобіографічних рис, подорожує повеймарській Німеччині, відкриваючи власну сексуальність (тема одностатевої любові також широко представлена в книзі) і спостерігаючи за загрозливим поворотом країни у бік нацизму. У 1933 році опублікував збірку віршів, в якій вперше висловив свій протест проти соціальної несправедливості, що згодом став головною темою його творчості. У 1936 вступив у Комуністичну партію Великої Британії (1920), був відомий як соціаліст і антифашист. У 1937 році вирушив до Іспанії, де в той час йшла Громадянська війна в Іспанії, і вступив до лав однієї з інтернаціональних бригад; потрапив у полон до франкістів і деякий час провів в ув'язненні. 1938 року виконав кілька перекладів німецьких класиків. З початком Другої світової війни частково розчарувався в ідеях комунізму; не був призваний на військову службу через проблеми зі здоров'ям. З 1939 по 1941 рік був редактором журналу «Horizon». З 1942 по 1944 рік перебував у лавах добровільної пожежної бригади Кіркланда (одного з районів Лондона), яка гасила пожежі після німецьких бомбардувань.
Після закінчення війни спочатку був членом Союзної контрольної комісії, зайнятої відновленням громадянської влади в Німеччині, потім читав лекції з літератури в університетах Великої Британії та США. В 1965 став першим не-американцем, який отримав посаду консультанта з поезії при Бібліотеці Конгресу США. В 1970 став, незважаючи на відсутність диплома, професором англійської мови в Університетському коледжі Лондона, в 1977 став почесним професором. У 1983 році був посвячений у лицарі. В останні два роки життя Спендер подав два позови проти письменника Девіда Лівітта, якого звинувачував у використанні матеріалу своєї автобіографічної книги в його романі; справу було врегульовано в досудовому порядку: Лівіт видалив зі своєї книги низку епізодів.

## Найбільш відомі твори
- «Poems» (1933),
- «Vienna» (1934),
- «Trial of a Judge» (1938),
- «The Still Centre» (1939),
- «Ruins and Visions» (1942),
- «Poems of Dedication» (1947),
- «The Edge of Being» (1949),
- «Collected Poems» (1955),
- «Selected Poems» (1965),
- «The Generous Days» (1971),
- «Dolphins» (1994).